# La Pantera Rosa & Co.
La Pantera Rosa & Co. (Pink Panther and Pals) è una serie animata prodotta da MGM Television, Rubicon Studios e Desert Panther Production, composta da 26 puntate contenenti ciascuna 3 mini-episodi da 7 minuti. Negli Stati Uniti è andata in onda dal 7 marzo 2010 su Cartoon Network.
In Italia la serie è stata trasmessa in prima visione su Boomerang dal 5 luglio 2010, mentre in chiaro su Boing dal 9 gennaio 2012 al 27 marzo 2015.

## Trama
Ogni episodio contiene tre storie: la prima e l'ultima riguardano la Pantera Rosa e Nasone, mentre in quella in mezzo è incentrata sul duo Formica e Oritteropo.

## Personaggi
- Pantera Rosa: è il primo protagonista della serie. È una pantera nera maschio antropomorfa, ma di colore rosa (come dice il suo nome). È l'unico personaggio della serie che non parla.
- Nasone: è il nemico-rivale della Pantera Rosa, nonché il primo antagonista della serie. È un omino baffuto bianco molto egoista che finisce spesso nei guai. Interpreta spesso ruoli diversi.
- Cavallo: è un cavallo bianco, amico della Pantera Rosa, anche se molto spiritoso con lui.
- Cane: è un cane beagle bianco a macchie nere. Il suo padrone è Nasone.
- Formica: è il secondo protagonista della serie. È una formica rossa che riesce sempre in tutti i modi a sbarazzarsi di Oritteropo, soprattutto attraverso l'astuzia. Formica è anche un pittore, infatti fa sempre disegni ad Eli l'elefante. È doppiato da Diego Sabre.
- Oritteropo: è il nemico-rivale di Formica. È un oritteropo blu, nonché il secondo antagonista della serie. Cerca sempre in tutti i modi di catturare Formica per poterselo mangiare, ma fallisce continuamente. Oritteropo è nevrotico, sfortunatissimo, perennemente affamato ed è soggetto a continui pestaggi o incidenti di vario tipo. È doppiato da Pietro Ubaldi.
- Eli: è un elefante, nonché amico di Formica e Oritteropo, anche se, a volte, mostra ostilità verso quest' ultimo. È doppiato da Luca Sandri.

## Episodi
Nell'edizione italiana degli episodi, a video è stato mantenuto il titolo originale, mentre la voce in sottofondo recita il titolo italiano, che non appare scritto. Nei primi 16 episodi la voce è di Luca Sandri, mentre dall'episodio 17 in poi la voce è di Diego Sabre.
| N° | Titolo originale                  | Titolo italiano                          | Prima TV USA   |
| -- | --------------------------------- | ---------------------------------------- | -------------- |
| 1  | Pink Up the Volume                | A tutto volume                           | 7 marzo 2010   |
| 1  | Zeus Juice                        | Il succo degli dei                       | 7 marzo 2010   |
| 1  | A Pink and Stormy Night           | Era una notte rosa e tempestosa          | 7 marzo 2010   |
| 2  | Pink Hi-Tops                      | Scarpe da ginnastica eccellenti          | 14 marzo 2010  |
| 2  | Land of the Gi-Ants               | La terra delle formiche giganti          | 14 marzo 2010  |
| 2  | Pink Thumb                        | Pollice rosa                             | 14 marzo 2010  |
| 3  | Pink Magic                        | Magia rosa                               | 21 marzo 2010  |
| 3  | Party Animals                     | Animali da festa                         | 21 marzo 2010  |
| 3  | Pink'n'Putt                       | Golf in rosa                             | 21 marzo 2010  |
| 4  | Pinxillated                       | Sfida all'ultimo videogioco              | 28 marzo 2010  |
| 4  | Zoo Ruse                          | Caccia allo zoo                          | 28 marzo 2010  |
| 4  | The Spy Wore Pink                 | La spia in rosa                          | 28 marzo 2010  |
| 5  | Remotely Pink                     | La Pantera Rosa e il telecomando         | 4 aprile 2010  |
| 5  | I Didn't See That Coming          | Non me l'aspettavo                       | 4 aprile 2010  |
| 5  | Pink Party of One                 | Al ristorante da solo                    | 4 aprile 2010  |
| 6  | Pink Pool Fool                    | Lo sciocco della piscina rosa            | 11 aprile 2010 |
| 6  | The Aardvark's New Moves          | Nuove mosse                              | 11 aprile 2010 |
| 6  | The Mighty Pinkwood Tree          | Il possente albero della Pantera Rosa    | 11 aprile 2010 |
| 7  | Pink Suds & Clean Duds            | Se rosa è la schiuma, il vestito profuma | 18 aprile 2010 |
| 7  | Dog Daze                          | Il cane imbambolato                      | 18 aprile 2010 |
| 7  | The Pink Painter Show             | La mostra del pittore rosa               | 18 aprile 2010 |
| 8  | Cleanliness Is Next to Pinkliness | Pulizia significa essere rosa            | 25 aprile 2010 |
| 8  | Baby Makes Three                  | Il piccolo fa per tre                    | 25 aprile 2010 |
| 8  | Pinkozoic Era                     | L'era Pinkozoica                         | 25 aprile 2010 |
| 9  | Pinkaroni Pizza                   | Pizza fai da te                          | 2 maggio 2010  |
| 9  | Find Your Own Ant                 | A ognuno la sua formica                  | 2 maggio 2010  |
| 9  | Gold, Silver, Bronze, Pink        | Oro, argento, bronzo e rosa              | 2 maggio 2010  |
| 10 | Life in the Pink Lane             | Bowling in rosa                          | 9 maggio 2010  |
| 10 | Mitey Blue                        | A ogni musicista il suo strumento        | 9 maggio 2010  |
| 10 | Wild Pinkdom                      | Nel regno del rosa selvaggio             | 9 maggio 2010  |
| 11 | Knights in Pink Armor             | Cavaliere in rosa                        | 16 maggio 2010 |
| 11 | Grampy's Visit                    | La visita del nonno                      | 16 maggio 2010 |
| 11 | Itching to Be Pink                | Prurito rosa                             | 16 maggio 2010 |
| 12 | Pink Pink Pink Pink               | La Pantera Rosa si fa in quattro!        | 23 maggio 2010 |
| 12 | Spaced Out                        | Visite dallo spazio                      | 23 maggio 2010 |
| 12 | Shop-Pink Spree                   | Spese folli al supermercato              | 23 maggio 2010 |
| 13 | Pink Beard                        | Il tesoro dei pirati                     | 30 maggio 2010 |
| 13 | One Small Step for Ant            | In vacanza sulla Luna                    | 30 maggio 2010 |
| 13 | Chilled to the Pink               | Problemi di riscaldamento                | 30 maggio 2010 |
| 14 | The Pink Is in the Mail           | Posta rosa                               | 6 giugno 2010  |
| 14 | Aard Fu                           | Oritter fu                               | 6 giugno 2010  |
| 14 | Pink's Peak                       | Picco rosa                               | 6 giugno 2010  |
| 15 | And Not a Drop to Pink            | Avventura nel deserto                    | 13 giugno 2010 |
| 15 | Ant Arctic                        | L'Antartico                              | 13 giugno 2010 |
| 15 | Pink on the Canvas                | L'incontro                               | 13 giugno 2010 |
| 16 | Pink or Consequences              | Premiati o rosati                        | 20 giugno 2010 |
| 16 | Z Is for Aardvark                 | Oritteropo zebrato                       | 20 giugno 2010 |
| 16 | Pink Me Out to the Ballgame       | Alla partita                             | 20 giugno 2010 |
| 17 | Make Pink Not War                 | Fate il rosa, non la guerra              | 27 giugno 2010 |
| 17 | Pick a Caardvark                  | Scegli una carta                         | 27 giugno 2010 |
| 17 | Pink Stink                        | Puzza rosa                               | 27 giugno 2010 |
| 18 | Pink Trek                         | Pink Trek                                | 4 luglio 2010  |
| 18 | One Too Many Chefs                | Uno cuoco di troppo                      | 4 luglio 2010  |
| 18 | Pink Kahuna                       | Rosa Kahuna                              | 4 luglio 2010  |
| 19 | Enchanted Pinkdom                 | C'era una volta il rosa                  | 12 agosto 2010 |
| 19 | Eli the Aardvark                  | Eli il formichiere                       | 12 agosto 2010 |
| 19 | Stop-Pink for Directions          | Il navigatore impazzito                  | 12 agosto 2010 |
| 20 | Frosted Pink                      | Manie di pulizia                         | 13 agosto 2010 |
| 20 | AardvARK                          | L'arca dell'oritteropo                   | 13 agosto 2010 |
| 20 | Pink! Pow! Kaboom!                | Un supereroe in rosa                     | 13 agosto 2010 |
| 21 | A Fairly Pink Pumpkin             | Gara di zucca                            | 16 agosto 2010 |
| 21 | If Wishes Were Ants               | Il genio della lampada                   | 16 agosto 2010 |
| 21 | Pink on the Hoof                  | Tutti in sella                           | 16 agosto 2010 |
| 22 | The Pink, the Bad, and the Ugly   | Il rosa, il brutto e il cattivo          | 17 agosto 2010 |
| 22 | Anti-Ant Trance                   | Ipnosi scaccia formiche                  | 17 agosto 2010 |
| 22 | Shorely Pink                      | Tipi da spiaggia                         | 17 agosto 2010 |
| 23 | Pink on the Pitch                 | Rosa in campo                            | 18 agosto 2010 |
| 23 | Happy Hunting                     | Tutti a casa                             | 18 agosto 2010 |
| 23 | Catching Forty Pinks              | Sonni tranquilli                         | 18 agosto 2010 |
| 24 | A Pinker Tomorrow                 | Un futuro roseo                          | 19 agosto 2010 |
| 24 | Awful Aardvark                    | L'abominevole oritteropo                 | 19 agosto 2010 |
| 24 | Pinkular Mechanics                | Principi di meccanica                    | 19 agosto 2010 |
| 25 | Note-Ably Pink                    | Notevoli note rosa                       | 20 agosto 2010 |
| 25 | Shutter Bugged                    | Spaparazzato                             | 20 agosto 2010 |
| 25 | Astro Pink                        | Astro rosa                               | 20 agosto 2010 |
| 26 | A Pink in Time                    | Viaggio nel tempo                        | 23 agosto 2010 |
| 26 | Quittin' Time                     | Meglio lasciar perdere                   | 23 agosto 2010 |
| 26 | Reel Pink                         | Il rullo rosa                            | 23 agosto 2010 |